# Glee: The Music - The Complete Season Three
Glee: The Music - The Complete Season Three es un álbum recopilatorio del elenco de la serie de televisión estadounidense Glee. Contiene 141 canciones grabadas durante la tercera temporada de la serie. Fue lanzada en la plataforma ITunes simultáneamente con Glee: The Music - The Complete Season Two el 28 de agosto de 2012.

## Lista de canciones
| Glee: The Music - The Complete Season Three |                                                   |          |  |
| N.º                                         | Título                                            | Duración |  |
| 1.                                          | «Ding Dong the Witch Is Dead»                     | 1: 58    |  |
| 2.                                          | «We Got the Beat»                                 | 2: 32    |  |
| 3.                                          | «Anything Goes / Anything You Can Do»             | 2: 38    |  |
| 4.                                          | «It's Not Unusual»                                | 2: 05    |  |
| 5.                                          | «You Can't Stop the Beat»                         | 3: 43    |  |
| 6.                                          | «Somewhere»                                       | 2: 51    |  |
| 7.                                          | «I'm the Greatest Star»                           | 4: 07    |  |
| 8.                                          | «Something's Coming»                              | 2: 29    |  |
| 9.                                          | «Spotlight»                                       | 4: 09    |  |
| 10.                                         | «Run the World (Girls)»                           | 3: 58    |  |
| 11.                                         | «Cool»                                            | 2: 42    |  |
| 12.                                         | «It's All Over»                                   | 2: 41    |  |
| 13.                                         | «Out Here On My Own»                              | 2: 13    |  |
| 14.                                         | «Fix You»                                         | 4: 34    |  |
| 15.                                         | «Take Care of Yourself»                           | 3: 13    |  |
| 16.                                         | «Last Friday Night»                               | 3: 48    |  |
| 17.                                         | «Candyman»                                        | 3: 14    |  |
| 18.                                         | «Bein' Green»                                     | 1: 50    |  |
| 19.                                         | «Waiting for a Girl Like You»                     | 1: 59    |  |
| 20.                                         | «Tonight»                                         | 2: 50    |  |
| 21.                                         | «Uptown Girl»                                     | 3: 01    |  |
| 22.                                         | «A Boy Like That»                                 | 4: 07    |  |
| 23.                                         | «America»                                         | 3: 18    |  |
| 24.                                         | «One Hand, One Heart»                             | 1: 43    |  |
| 25.                                         | «Hot for Teacher»                                 | 4: 45    |  |
| 26.                                         | «You and I / You and I»                           | 3: 15    |  |
| 27.                                         | «Hit Me With Your Best Shot / One Way or Another» | 2: 31    |  |
| 28.                                         | «I Can't Go for That / You Make My Dreams»        | 2: 41    |  |
| 29.                                         | «Rumour Has It / Someone like You»                | 3: 28    |  |
| 30.                                         | «Perfect»                                         | 3: 30    |  |
| 31.                                         | «I'm the Only One»                                | 4: 25    |  |
| 32.                                         | «Girls Just Want to Have Fun»                     | 2: 42    |  |
| 33.                                         | «Jolene»                                          | 2: 37    |  |
| 34.                                         | «I Kissed a Girl»                                 | 2: 59    |  |
| 35.                                         | «Constant Craving»                                | 4: 38    |  |
| 36.                                         | «Red Solo Cup»                                    | 3: 41    |  |
| 37.                                         | «Buenos Aires»                                    | 3: 18    |  |
| 38.                                         | «Survivor / I Will Survive»                       | 3: 28    |  |
| 39.                                         | «ABC»                                             | 2: 54    |  |
| 40.                                         | «Control»                                         | 3: 54    |  |
| 41.                                         | «Man in the Mirror»                               | 4: 06    |  |
| 42.                                         | «We Are Young»                                    | 4: 11    |  |
| 43.                                         | «All I Want for Christmas Is You»                 | 4: 03    |  |
| 44.                                         | «Blue Christmas»                                  | 3: 49    |  |
| 45.                                         | «River»                                           | 4: 03    |  |
| 46.                                         | «Extraordinary Merry Christmas»                   | 3: 39    |  |
| 47.                                         | «Let It Snow»                                     | 2: 47    |  |
| 48.                                         | «My Favorite Things»                              | 2: 21    |  |
| 49.                                         | «Santa Claus Is Coming to Town»                   | 2: 49    |  |
| 50.                                         | «Christmas Wrapping»                              | 4: 03    |  |
| 51.                                         | «Do They Know It's Christmas?»                    | 3: 25    |  |
| 52.                                         | «Santa Baby»                                      | 2: 31    |  |
| 53.                                         | «Christmas Eve With You»                          | 3: 28    |  |
| 54.                                         | «Do You Hear What I Hear?»                        | 3: 52    |  |
| 55.                                         | «Little Drummer Boy»                              | 2: 56    |  |
| 56.                                         | «Summer Nights»                                   | 3: 36    |  |
| 57.                                         | «The First Time Ever I Saw Your Face»             | 4: 17    |  |
| 58.                                         | «Moves like Jagger / Jumpin' Jack Flash»          | 3: 16    |  |
| 59.                                         | «Without You»                                     | 3: 30    |  |
| 60.                                         | «We Found Love»                                   | 3: 34    |  |
| 61.                                         | «Wedding Bell Blues»                              | 2: 50    |  |
| 62.                                         | «Wanna Be Startin' Somethin'»                     | 3: 27    |  |
| 63.                                         | «I Want You Back»                                 | 2: 40    |  |
| 64.                                         | «Bad»                                             | 3: 25    |  |
| 65.                                         | «Scream»                                          | 3: 39    |  |
| 66.                                         | «Never Can Say Goodbye»                           | 3: 46    |  |
| 67.                                         | «Smooth Criminal [con 2CELLOS]»                   | 3: 34    |  |
| 68.                                         | «Ben»                                             | 2: 45    |  |
| 69.                                         | «I Just Can't Stop Loving You»                    | 3: 57    |  |
| 70.                                         | «Black or White»                                  | 3: 16    |  |
| 71.                                         | «Human Nature»                                    | 3: 24    |  |
| 72.                                         | «Sexy and I Know It [feat. Ricky Martin]»         | 3: 17    |  |
| 73.                                         | «Don't Wanna Lose You»                            | 4: 27    |  |
| 74.                                         | «Bamboleo / Hero»                                 | 3: 12    |  |
| 75.                                         | «La Isla Bonita [feat. Ricky Martin]»             | 3: 14    |  |
| 76.                                         | «A Little Less Conversation»                      | 2: 07    |  |
| 77.                                         | «L O V E»                                         | 2: 29    |  |
| 78.                                         | «Let Me Love You»                                 | 3: 35    |  |
| 79.                                         | «Stereo Hearts»                                   | 3: 31    |  |
| 80.                                         | «Home»                                            | 3: 45    |  |
| 81.                                         | «I Will Always Love You»                          | 4: 28    |  |
| 82.                                         | «You're the Top»                                  | 3: 11    |  |
| 83.                                         | «Cherish / Cherish»                               | 3: 00    |  |
| 84.                                         | «Love Shack»                                      | 4: 20    |  |
| 85.                                         | «Cough Syrup»                                     | 4: 11    |  |
| 86.                                         | «Stand»                                           | 2: 46    |  |
| 87.                                         | «Glad You Came»                                   | 3: 14    |  |
| 88.                                         | «Fly / I Believe I Can Fly»                       | 3: 33    |  |
| 89.                                         | «What Doesn't Kill You (Stronger)»                | 3: 41    |  |
| 90.                                         | «Here's to Us»                                    | 3: 00    |  |
| 91.                                         | «I'm Still Standing»                              | 3: 08    |  |
| 92.                                         | «Hungry Like the Wolf / Rio»                      | 3: 03    |  |
| 93.                                         | «Fighter»                                         | 4: 11    |  |
| 94.                                         | «Up Up Up»                                        | 4: 33    |  |
| 95.                                         | «Somebody That I Used to Know»                    | 4: 06    |  |
| 96.                                         | «You Should Be Dancing»                           | 4: 22    |  |
| 97.                                         | «Night Fever»                                     | 3: 39    |  |
| 98.                                         | «Disco Inferno»                                   | 3: 22    |  |
| 99.                                         | «If I Can't Have You»                             | 3: 06    |  |
| 100.                                        | «How Deep Is Your Love?»                          | 4: 18    |  |
| 101.                                        | «Boogie Shoes»                                    | 2: 05    |  |
| 102.                                        | «More Than a Woman»                               | 3: 12    |  |
| 103.                                        | «Stayin' Alive»                                   | 4: 49    |  |
| 104.                                        | «How Will I Know?»                                | 2: 47    |  |
| 105.                                        | «I Wanna Dance with Somebody (Who Loves Me)»      | 4: 02    |  |
| 106.                                        | «Saving All My Love for You»                      | 3: 51    |  |
| 107.                                        | «So Emotional»                                    | 3: 26    |  |
| 108.                                        | «It's Not Right But It's Okay»                    | 4: 18    |  |
| 109.                                        | «I Have Nothing»                                  | 4: 50    |  |
| 110.                                        | «My Love Is Your Love»                            | 4: 20    |  |
| 111.                                        | «School's Out»                                    | 3: 22    |  |
| 112.                                        | «Cell Block Tango»                                | 3: 55    |  |
| 113.                                        | «Not the Boy Next Door»                           | 2: 21    |  |
| 114.                                        | «The Rain in Spain»                               | 2: 06    |  |
| 115.                                        | «Shake It Out»                                    | 4: 09    |  |
| 116.                                        | «Cry»                                             | 3: 31    |  |
| 117.                                        | «Big Girls Don't Cry»                             | 4: 31    |  |
| 118.                                        | «Dinosaur»                                        | 2: 55    |  |
| 119.                                        | «Love You like a Love Song»                       | 3: 06    |  |
| 120.                                        | «What Makes You Beautiful»                        | 3: 18    |  |
| 121.                                        | «Take My Breath Away»                             | 4: 25    |  |
| 122.                                        | «I Won't Give Up»                                 | 4: 02    |  |
| 123.                                        | «Because You Loved Me»                            | 4: 36    |  |
| 124.                                        | «Mean»                                            | 3: 55    |  |
| 125.                                        | «Flashdance (What a Feeling)»                     | 3: 51    |  |
| 126.                                        | «Edge of Glory»                                   | 4: 22    |  |
| 127.                                        | «It's All Coming Back to Me Now»                  | 5: 22    |  |
| 128.                                        | «Paradise By the Dashboard Light»                 | 3: 50    |  |
| 129.                                        | «Starships»                                       | 3: 33    |  |
| 130.                                        | «Pinball Wizard»                                  | 3: 46    |  |
| 131.                                        | «Tied»                                            | 3: 39    |  |
| 132.                                        | «We Are the Champions»                            | 3: 12    |  |
| 133.                                        | «Glory Days»                                      | 3: 32    |  |
| 134.                                        | «I'll Remember»                                   | 4: 13    |  |
| 135.                                        | «You Get What You Give»                           | 4: 45    |  |
| 136.                                        | «Forever Young»                                   | 3: 54    |  |
| 137.                                        | «Roots Before Branches»                           | 4: 20    |  |
| 138.                                        | «In My Life»                                      | 2: 24    |  |
| 139.                                        | «Not the End»                                     | 3: 29    |  |
| 140.                                        | «I Was Here»                                      | 3: 58    |  |
| 141.                                        | «Good Riddance (Time of Your Life)»               | 2: 31    |  |